# Catalina Díaz Vilchis
Catalina Díaz Vilchis (Ciudad de México, 30 de abril de 1964) es una deportista mexicana que compitió en levantamiento de potencia adaptado, ganadora de dos medallas de bronce en los Juegos Paralímpicos de Verano.

## Biografía
Empezó a hacer levantamiento de potencia en el Sistema Nacional para el Desarrollo Integral de la Familia en la Ciudad de México a los 21 años. Su discapacidad se debe a los efectos de la poliomielitis. Pertenece a la Federación Mexicana de Deportes sobre Sillas de Ruedas.

## Palmarés internacional
En Atenas 2004 ganó medalla de bronce al levantar 110 kg, en la categoría de –67,5 kg. En Río de Janeiro 2016 levantó 117 kg, en la categoría de –86 kg y fue suficiente para ganar el bronce por un kilogramo.
| Juegos Paralímpicos | Juegos Paralímpicos     | Juegos Paralímpicos | Juegos Paralímpicos |
| Año                 | Lugar                   | Medalla             | Categoría           |
| ------------------- | ----------------------- | ------------------- | ------------------- |
| 2004                | Atenas (Grecia)         | Medalla de bronce   | –67,5 kg            |
| 2016                | Río de Janeiro (Brasil) | Medalla de bronce   | –86 kg              |